# Melissa Belote
Melissa Louise Belote (* 16. Oktober 1956 in Washington, D.C.) ist eine ehemalige US-amerikanische Schwimmerin.
Bei den Olympischen Sommerspielen 1972 in München gewann sie drei Goldmedaillen. Sie wurde sowohl über 100 und 200 m Rücken als auch mit der 4 × 100-m-Lagenstaffel Olympiasiegerin. Im Jahr darauf wurde sie dann bei den Schwimmweltmeisterschaften 1973 in Belgrad die erste Weltmeisterin über 200 m Rücken.
Im Jahr 1979 trat sie vom Schwimmsport zurück. 1983 wurde sie in die Ruhmeshalle des internationalen Schwimmsports aufgenommen.